# Rhinacanthus angulicaulis
Rhinacanthus angulicaulis är en akantusväxtart som beskrevs av I.Darbysh.. Rhinacanthus angulicaulis ingår i släktet Rhinacanthus och familjen akantusväxter. Inga underarter finns listade i Catalogue of Life.